# Leonrod (Adelsgeschlecht)

Wappen derer von Leonrod

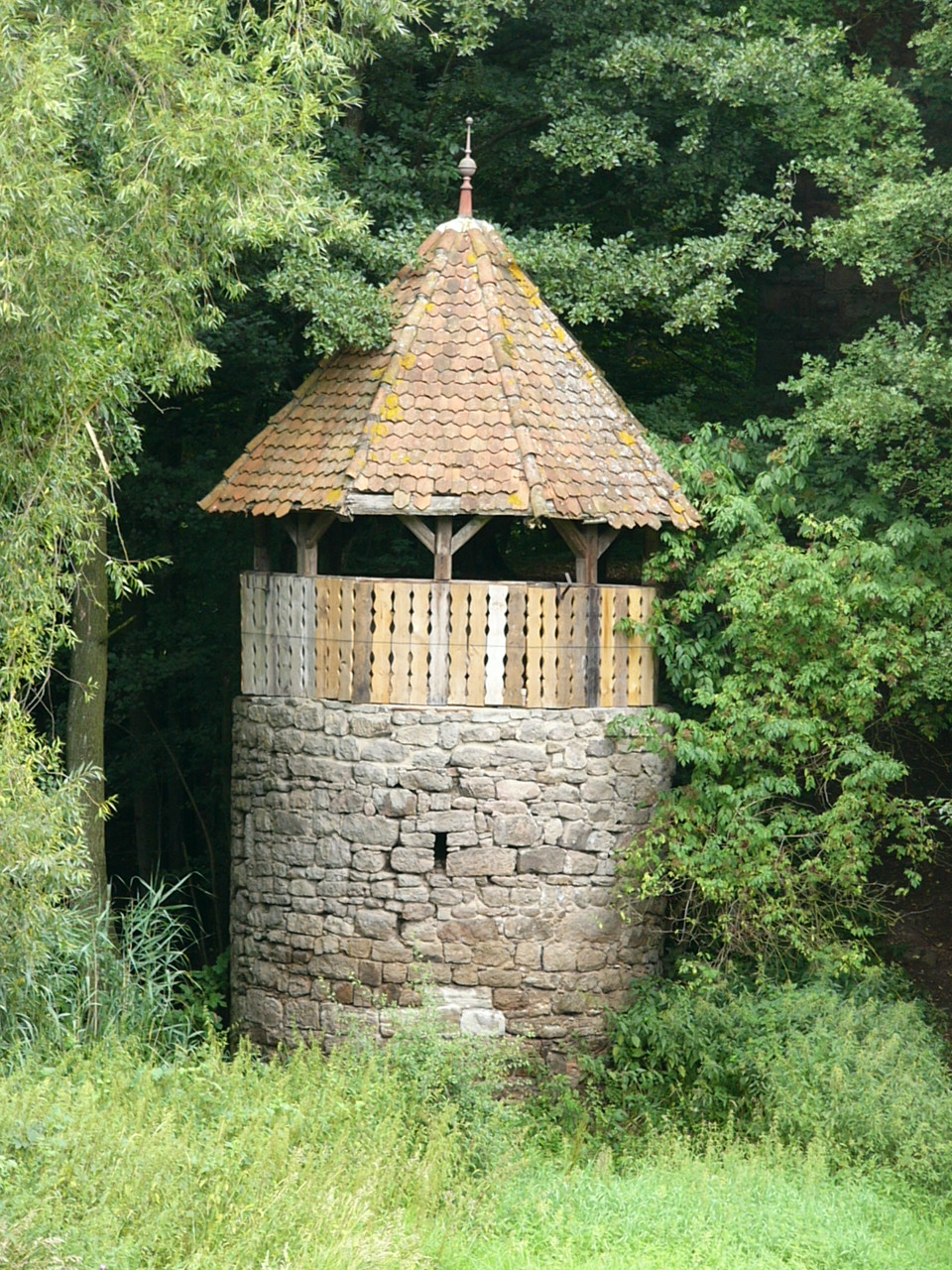
Vorgelagerter Turm der Burgruine Leonrod

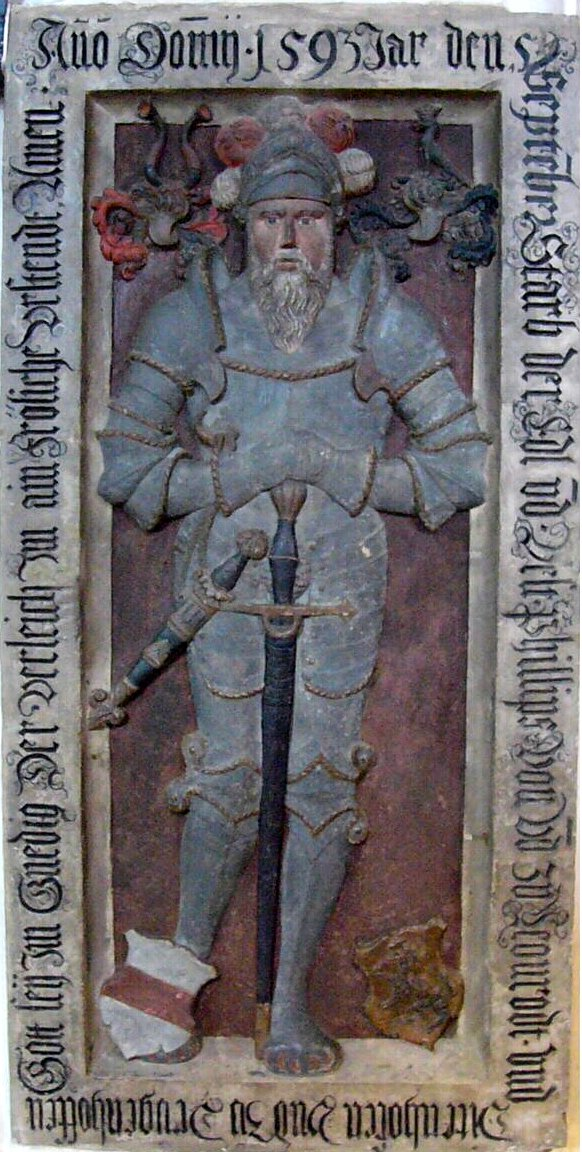
Epitaph des Phillip von und zu Leonrodt und Dietenhofen und zu Drugenhofen († 1593) in der Kirche von Dietenhofen

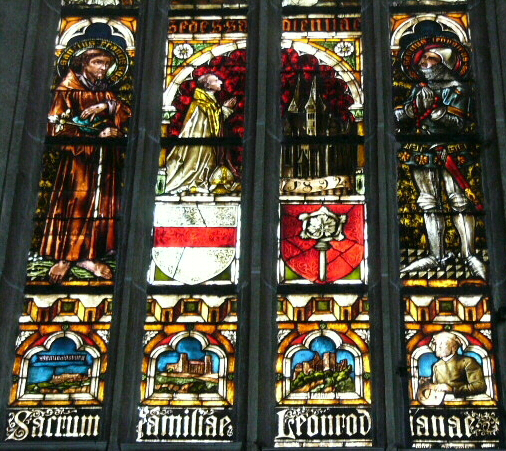
Bemaltes Fenster im Eichstätter Dom mit Hinweis auf die darunter befindliche Grablege

Die Familie Leonrodt (oder Leonrod) war ein fränkisch-schwäbisches Adelsgeschlecht, das 1951 erlosch.

## Geschichte
Die Familie hatte ihren Sitz in Leonrod bei Dietenhofen und war auch später nach dem Erlöschen der Dietenhofen im Besitz der Wasserburg Dietenhofen.
Am südwestlichen Ortsrand von Leonrod steht die Ruine Leonrod, eine Ganerbenburg und der Stammsitz der gleichnamigen Adelsfamilie. Die im 13. Jahrhundert erbaute Wasserburg überstand den Dreißigjährigen Krieg ohne Schaden zu nehmen, brannte jedoch im Jahr 1651 ab, als Gestrüpp im Burggraben verbrannt werden sollte. Die Anlage befindet sich im Besitz einer Erbengemeinschaft, die auf das 1951 ausgestorbene Geschlecht zurückgeht.
In der Kirche von Dietenhofen sowie in der Wallfahrtskirche Maria Kappel in Schmiechen befinden sich Grablegen derer von Leonrod. Zu sehen sind noch Epitaphe und Totenschilde.

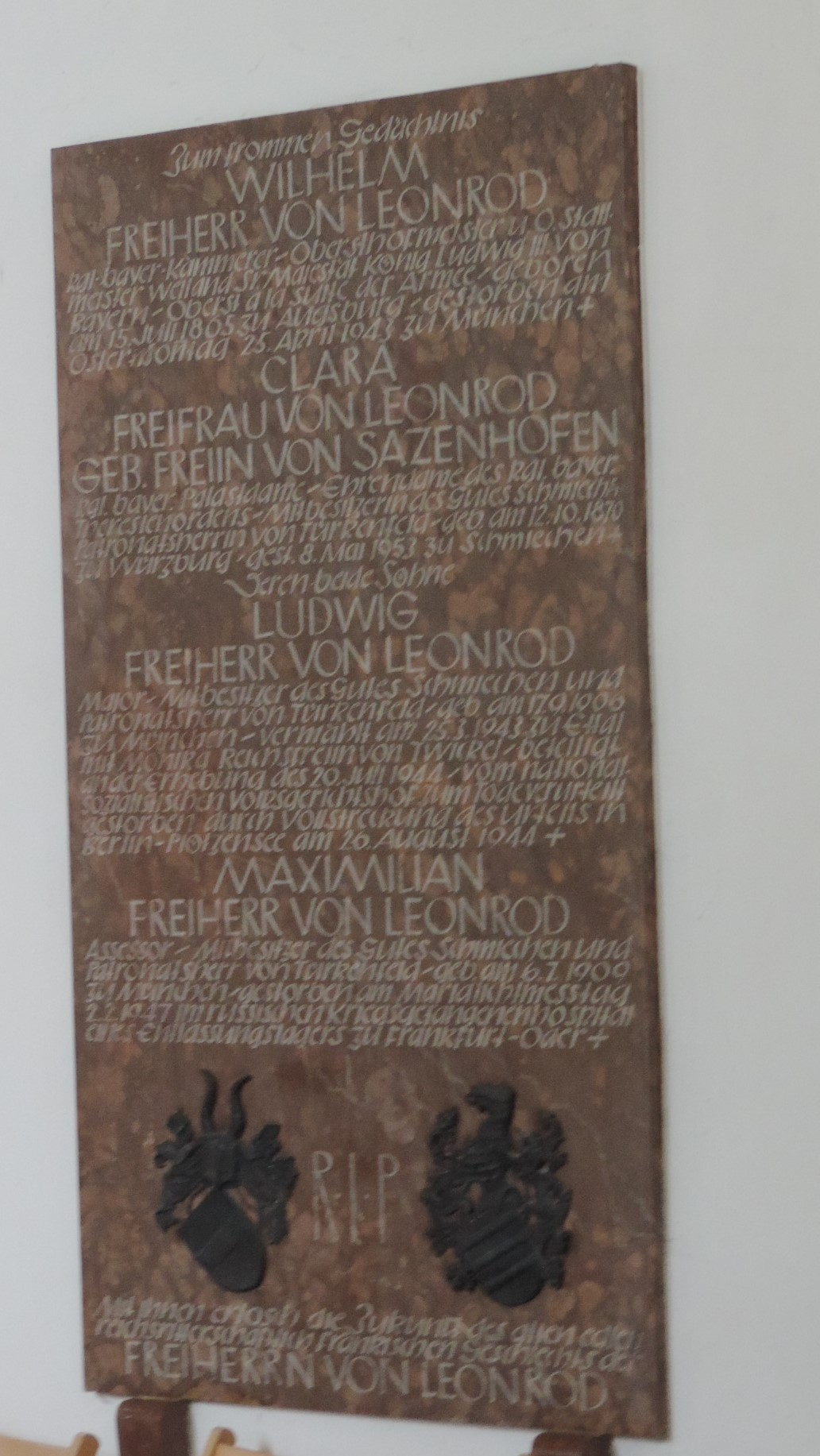
Grablege in der Wallfahrtskirche Maria Kappel in Schmiechen

Einen Leonrodplatz gibt es an zentraler Stelle in Eichstätt. Die Familie stellte im Bistum Eichstätt hohe geistliche Würdenträger. Im Eichstätter Dom befinden sich eine Grablege und mehrere Epitaphe.
Auch in München sind eine Straße und ein Platz nach der Familie benannt. Eine Leonrodstraße in Bayreuth bestand bis in die 1970er Jahre.
Die Nachkommen der Witwe des letzten Leonrod, Ludwig von Leonrod, aus ihrer zweiten Ehe, führen den Namen Freiherr von Wiedersperg-Leonrod.

## Persönlichkeiten
- Johann und Simon von Leonrod, Ritter des Deutschen Ordens
- Philipp von Leonrod († 1593)
- Franz Leopold Freiherr von Leonrod (1827–1905), Bischof von Eichstätt
- Leopold Freiherr von Leonrod (1829–1905), Jurist und königlich bayerischer Justizminister
- Ludwig von Leonrod (1774–1859), Jurist und Politiker
- Ludwig Freiherr von Leonrod (1906–1944), Offizier und Widerstandskämpfer vom 20. Juli 1944
- Magdalena von Leonrod († 1486), Äbtissin von Kitzingen
- Sybilla Freifrau von Leonrod, geb. Meilhaus (1814–1881), Erzieherin von König Ludwig II. von Bayern

## Wappen
Das Wappen der Leonrod zeigt in Silber einen roten Balken. Auf dem Helm mit rot-silbernen Decken zwei wie der Schild bezeichnete Büffelhörner.

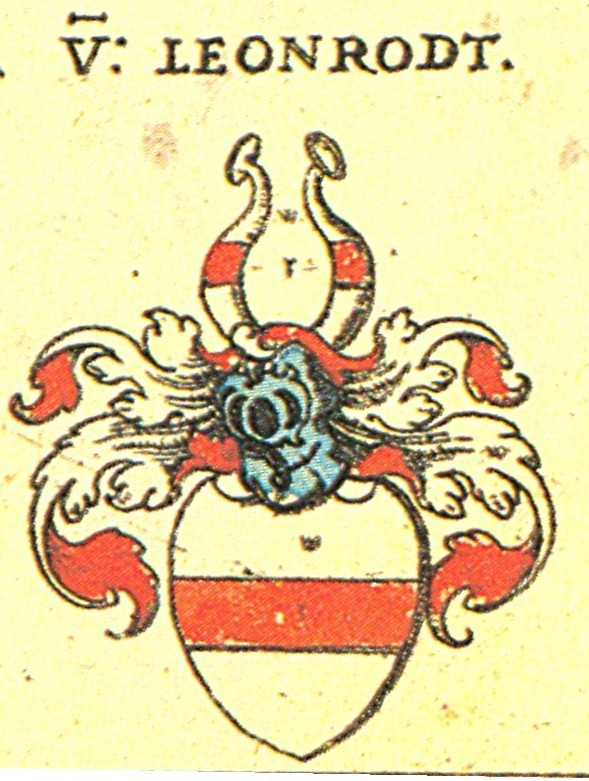
Das Wappen der Familie Leonrodt in Siebmachers Wappenbuch
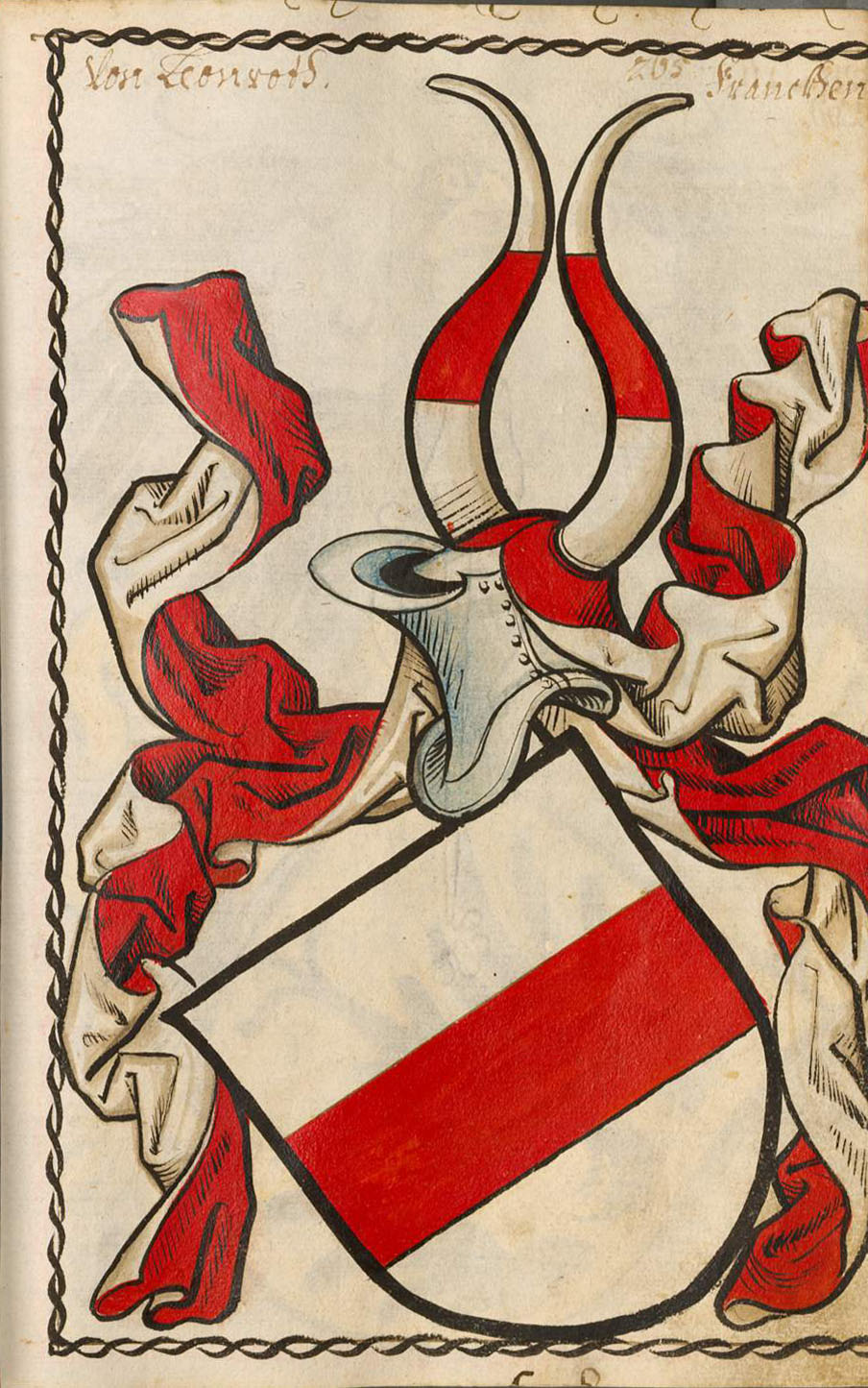
Das Wappen der Familie Leonrodt in Scheiblers Wappenbuch
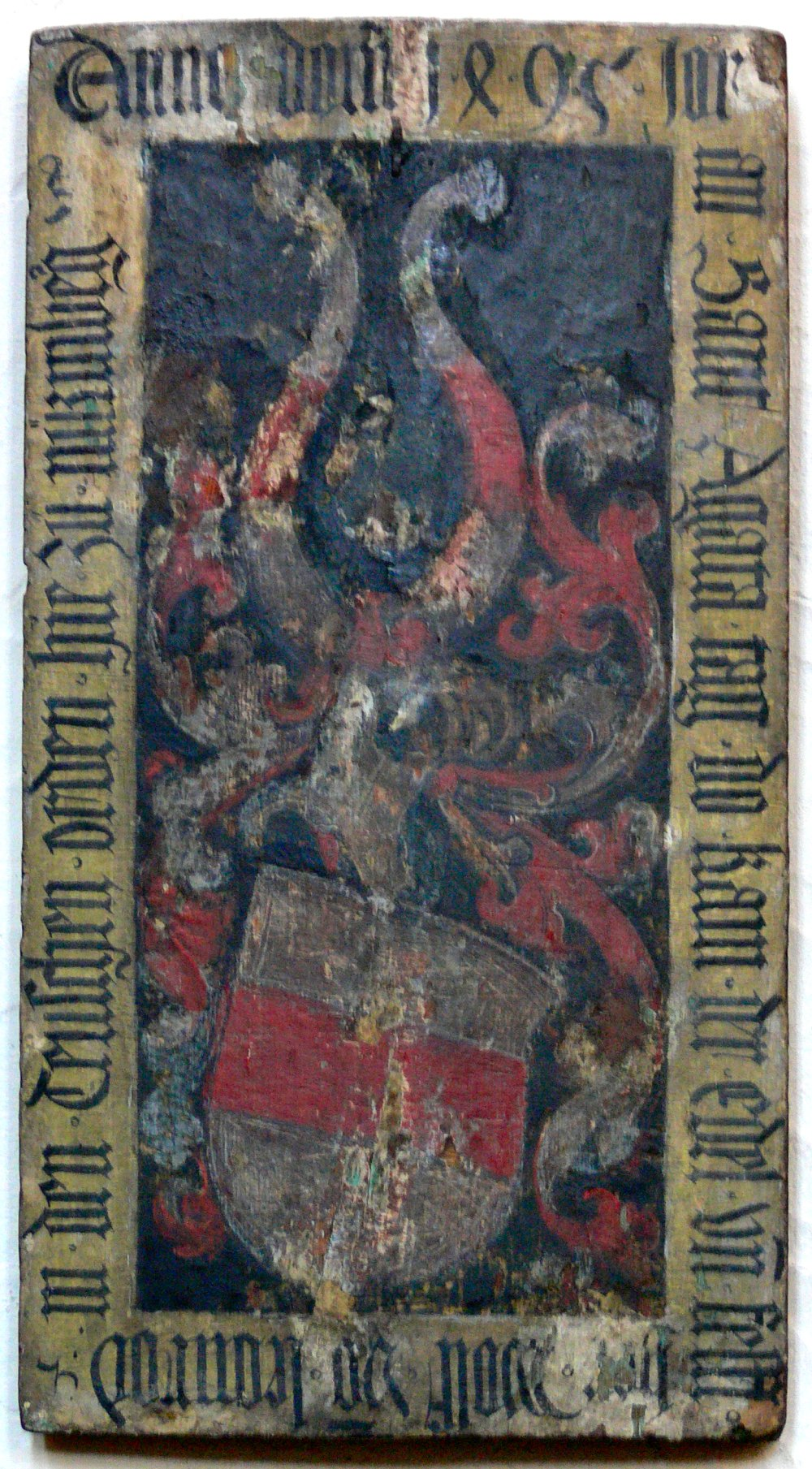
Aufschwörschild des Deutschordensritters Wolf von Leonrod (1495) in St. Jakob (Nürnberg)